# Veliki topolov steklokrilec
Veliki topolov steklokrilec ali čebelaš (znanstveno ime Sesia apiformis) je velika vrsta metulja, ki izvira iz Evrope in Bližnjega vzhoda, danes pa je razširjen tudi po Severni Ameriki. Za obrambo pred plenilci uporablja mimikrijo, saj je navzven podoben sršenu. 

## Opis
Odrasel metulj preko kril meri do 45 mm. Glava je rumena z modrim ovratnikom, trebuh pa je rumen s temnimi ali kovinsko modrimi kolobarji. Ima dve ali triletno generacijo. Samice odlagajo jajčeca na topolu na koreninskem vratu v razpoke v skorji dreves, pa tudi na tla. Samica skupno odloži do 1500 jajčec, ki se po 3-4 tednih izležejo, gosenice pa se zavrtajo v skorjo drevesa, vse do kambija, kjer se hranijo. Naslednje leto se preselijo v les, nato pa se zabubijo in naslednje leto v juniju ali juliju izletijo kot odrasli metulji.

## Škodljivost
Veliki topolov steklokrilec je lahko nevaren škodljivec v nasadih topola. Za zmanjševanje škode se uporabljajo feromonske vabe.